# Le Ham (Manche)
Pour les articles homonymes, voir Le Ham.
Le Ham est une commune française, située dans le département de la Manche en région Normandie, peuplée de 312 habitants.

## Géographie
La commune est en Cotentin. Son principal hameau, le Val, est à 5,5 km au sud-est de Montebourg, à 9,5 km au sud-est de Valognes, à 12 km au nord-est de Saint-Sauveur-le-Vicomte et à 13 km au nord-ouest de Sainte-Mère-Église.
| Hémevez   | Saint-Cyr                               | Éroudeville                                           |
| Urville   | du Ham                                  | Écausseville                                          |
| Orglandes | Picauville (comm. dél. de Gourbesville) | Écausseville, Fresville (sur une vingtaine de mètres) |

### Hydrographie
La commune est située dans le bassin Seine-Normandie. Elle est drainée par le Merderet, le ruisseau de Coisel, la Durance, la Sinope, un bras du Mederet, le fossé 01 de la commune de Saint-Cyr, le fossé 01 de Saint-Cyr et un autre petit cours d'eau,.
Le Merderet, d'une longueur de 36 km, prend sa source dans la commune de Tamerville et se jette  dans la Douve en limite de Beuzeville-la-Bastille et de Sainte-Mère-Église, après avoir traversé 17 communes. 
Le ruisseau de Coisel, d'une longueur de 10 km, prend sa source dans la commune d'Ozeville, traverse sept communes, longe la commune de Fresville sur 31 m, sur son flanc sud-est, avant de se jeter dans le Merderet en limite de ladite commune et de Fresville. 

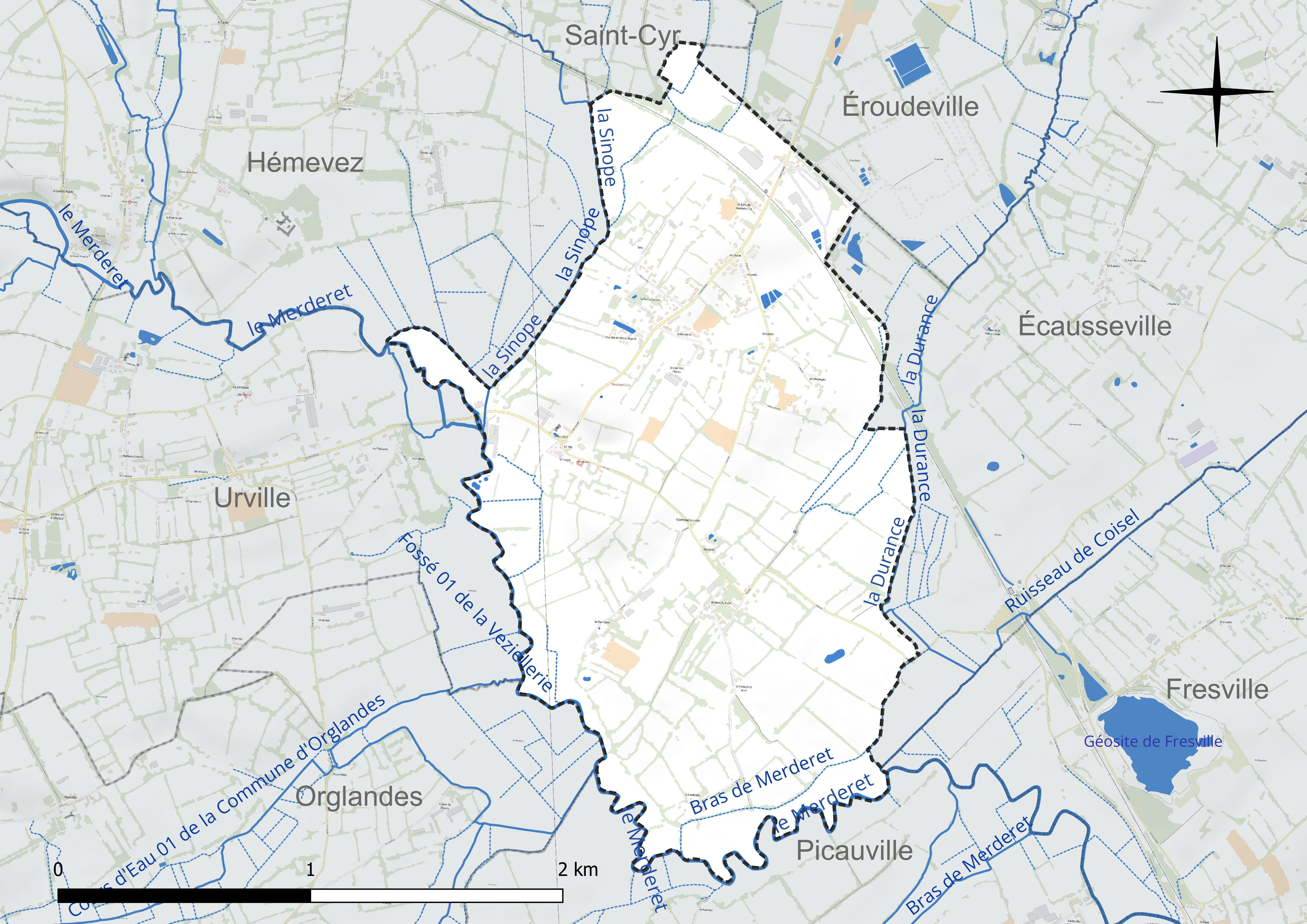
Réseau hydrographique du Le Ham.

### Climat
Pour des articles plus généraux, voir Climat de la Normandie et Climat de la Manche.
En 2010, le climat de la commune est de type climat océanique franc, selon une étude du CNRS s'appuyant sur une série de données couvrant la période 1971-2000. En 2020, Météo-France publie une typologie des climats de la France métropolitaine dans laquelle la commune est exposée à un climat océanique et est dans la région climatique  Normandie (Cotentin, Orne), caractérisée par une pluviométrie relativement élevée (850 mm/a) et un été frais (15,5 °C) et venté. Parallèlement le GIEC normand, un groupe régional d’experts sur le climat, différencie quant à lui, dans une étude de 2020, trois grands types de climats pour la région Normandie, nuancés à une échelle plus fine par les facteurs géographiques locaux. La commune est, selon ce zonage, exposée à un « climat maritime », correspondant au Cotentin et à l'ouest du département de la Manche, frais, humide et pluvieux, où les contrastes pluviométrique et thermique sont parfois très prononcés en quelques kilomètres quand le relief est marqué.
Pour la période 1971-2000, la température annuelle moyenne est de 11,2 °C, avec une amplitude thermique annuelle de 11,1 °C. Le cumul annuel moyen de précipitations est de 892 mm, avec 14,1 jours de précipitations en janvier et 6,8 jours en juillet. Pour la période 1991-2020, la température moyenne annuelle observée sur la station météorologique la plus proche, située sur la commune de Sainte-Marie-du-Mont à 16 km à vol d'oiseau, est de 11,6 °C et le cumul annuel moyen de précipitations est de 890,0 mm,. Pour l'avenir, les paramètres climatiques de la commune estimés pour 2050 selon différents scénarios d’émission de gaz à effet de serre sont consultables sur un site dédié publié par Météo-France en novembre 2022.

## Urbanisme

### Typologie
Au 1er janvier 2024, Le Ham est catégorisée commune rurale à habitat dispersé, selon la nouvelle grille communale de densité à sept niveaux définie par l'Insee en 2022.
Elle est située hors unité urbaine. Par ailleurs la commune fait partie de l'aire d'attraction de Cherbourg-en-Cotentin, dont elle est une commune de la couronne,. Cette aire, qui regroupe 77 communes, est catégorisée dans les aires de 50 000 à moins de 200 000 habitants,.

### Occupation des sols
L'occupation des sols de la commune, telle qu'elle ressort de la base de données européenne d’occupation biophysique des sols Corine Land Cover (CLC), est marquée par l'importance des territoires agricoles (89,4 % en 2018), en diminution par rapport à 1990 (90,3 %).
La répartition détaillée en 2018 est la suivante : prairies (50,1 %), zones agricoles hétérogènes (33,4 %), zones urbanisées (7,3 %), terres arables (5,8 %), zones industrielles ou commerciales et réseaux de communication (3,3 %).

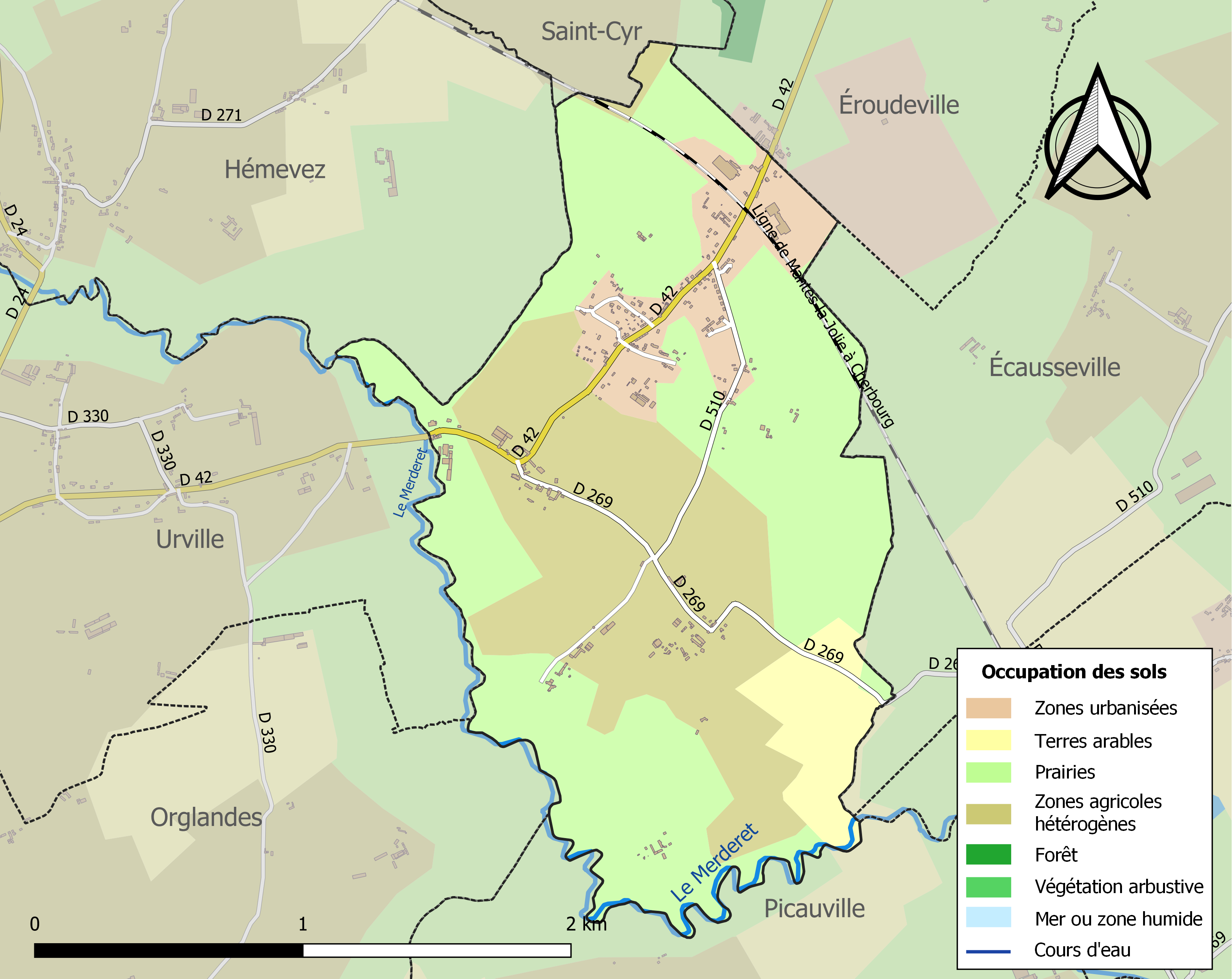
Carte des infrastructures et de l'occupation des sols de la commune en 2018 (CLC).

L'évolution de l’occupation des sols de la commune et de ses infrastructures peut être observée sur les différentes représentations cartographiques du territoire : la carte de Cassini (XVIIIe siècle), la carte d'état-major (1820-1866) et les cartes ou photos aériennes de l'IGN pour la période actuelle (1950 à aujourd'hui).

## Toponymie
Le nom de la localité est attesté sous les formes Ham entre 1023 et 1026 (AG NLM), de Hamo au XIIe siècle (cartulaire de Montebourg), Ham au XIIe siècle (d°, f° 73, 163), Liham (Wace, Roman de Rou II, p. 321. Avec agglutination de l'article défini ancien li > le), de Hamo XIIIe siècle (Thomas Hélie, 566), La Chapelle-Hamelin sans date.
Le nom de la commune est issu du vieil anglais (appelé également anglo-saxon) ham, (comprendre hām) « maison, foyer, groupe d'habitations » ou du francique haim « maison, foyer ». La première hypothèse est sans doute préférable pour le Cotentin et plus généralement en Normandie. Le sens actuel du mot hameau, issu du normand hamel qui dérive de ham est sans doute lié à sa signification dans le dialecte normand. Le mot ham était employé comme nom commun dans le Nord de la France et signifiait « foyer, village ».
Le toponyme Hémevez est dérivé du nom de ce village.
Il y a homonymie avec une ancienne commune du Calvados, aujourd'hui rattachée à Hotot-en-Auge, et avec une commune de Mayenne.
En 1828, Louis Du Bois proposa de renommer cette commune Le Ham-sur-Merderet, afin de la distinguer de son homonyme du Calvados, rebaptisé par lui Le Ham-sur-Dive. Cette proposition ne fut pas retenue.
Le gentilé est Hamais.

## Histoire
C'est vers 1080, que Herfast de Crépon, sœur de Gunnor de Normandie, épouse de Richard Ier de Normandie, fit construire la seconde église du Ham.
Le jour de la Saint-Christophe se tenait une foire annuelle importante.

## Politique et administration
| Période                                  | Période  | Identité        | Étiquette | Qualité     |
| ---------------------------------------- | -------- | --------------- | --------- | ----------- |
| 1995                                     | 2008     | Amand Leviautre |           |             |
| 2008                                     | 2020     | Guy Buttet      |           | Agriculteur |
| 2020                                     | En cours | Ghislain Dubois |           |             |
| Les données manquantes sont à compléter. |          |                 |           |             |

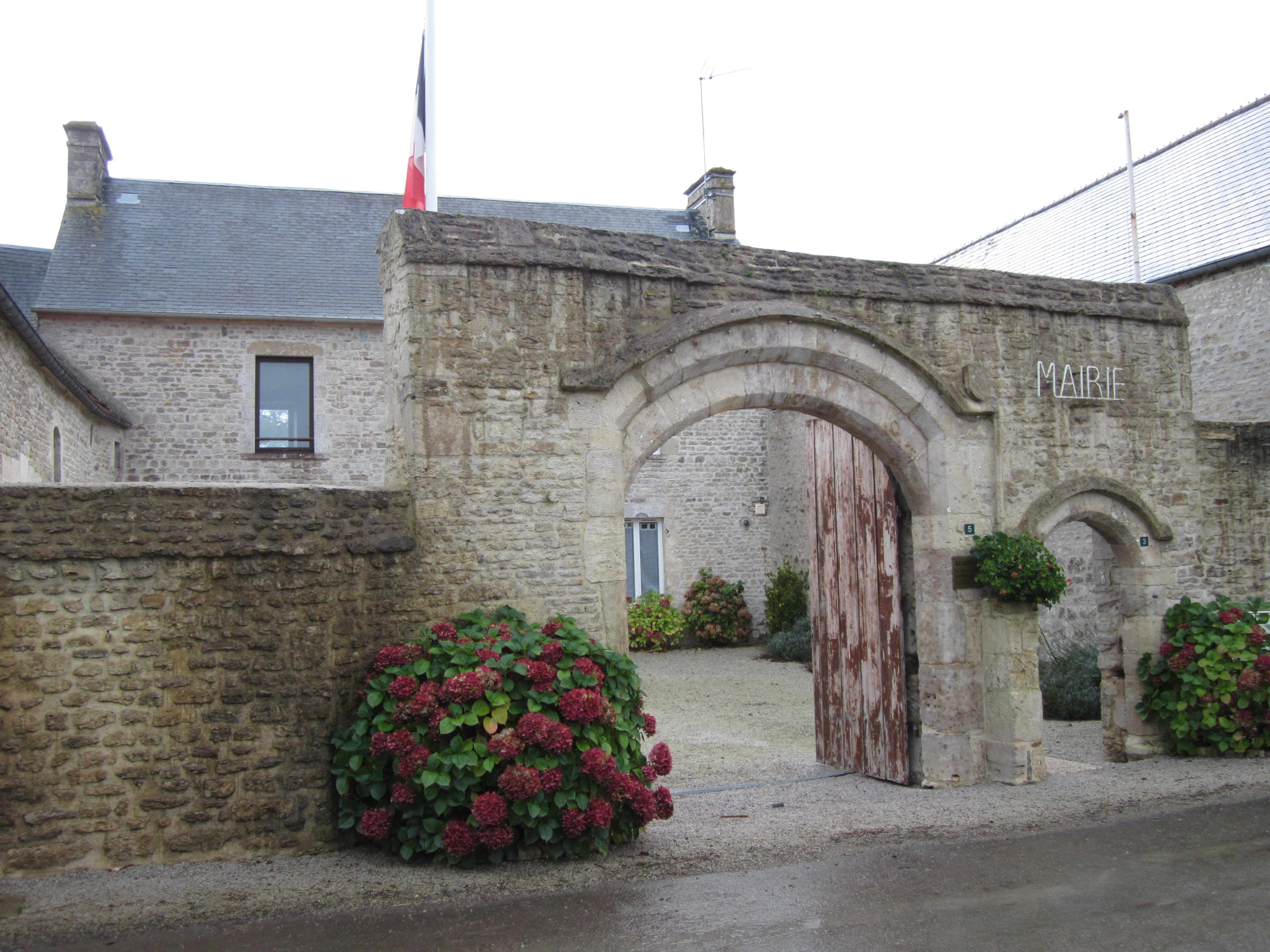
La mairie et son porche d'entrée.

Le conseil municipal est composé de onze membres dont le maire et deux adjoints.

## Population et société

### Démographie
L'évolution du nombre d'habitants est connue à travers les recensements de la population effectués dans la commune depuis 1793. Pour les communes de moins de 10 000 habitants, une enquête de recensement portant sur toute la population est réalisée tous les cinq ans, les populations de référence des années intermédiaires étant quant à elles estimées par interpolation ou extrapolation. Pour la commune, le premier recensement exhaustif entrant dans le cadre du nouveau dispositif a été réalisé en 2005.
En 2022, la commune comptait 312 habitants, en évolution de +0,97 % par rapport à 2016 (Manche : −0,31 %, France hors Mayotte : +2,11 %).
Le Ham a compté jusqu'à 417 habitants en 1968.
| 1793 | 1800 | 1806 | 1821 | 1831 | 1836 | 1841 | 1846 | 1851 |
| ---- | ---- | ---- | ---- | ---- | ---- | ---- | ---- | ---- |
| 302  | 302  | 297  | 349  | 281  | 279  | 302  | 268  | 252  |

| 1856 | 1861 | 1866 | 1872 | 1876 | 1881 | 1886 | 1891 | 1896 |
| ---- | ---- | ---- | ---- | ---- | ---- | ---- | ---- | ---- |
| 243  | 246  | 264  | 267  | 257  | 237  | 232  | 242  | 228  |

| 1901 | 1906 | 1911 | 1921 | 1926 | 1931 | 1936 | 1946 | 1954 |
| ---- | ---- | ---- | ---- | ---- | ---- | ---- | ---- | ---- |
| 214  | 239  | 214  | 269  | 342  | 326  | 327  | 322  | 334  |

| 1962 | 1968 | 1975 | 1982 | 1990 | 1999 | 2005 | 2006 | 2010 |
| ---- | ---- | ---- | ---- | ---- | ---- | ---- | ---- | ---- |
| 390  | 417  | 402  | 373  | 387  | 348  | 323  | 313  | 346  |

| 2015 | 2020 | 2022 | - | - | - | - | - | - |
| ---- | ---- | ---- | - | - | - | - | - | - |
| 318  | 312  | 312  | - | - | - | - | - | - |

## Économie
La commune se situe dans la zone géographique des appellations d'origine protégée (AOP) Beurre d'Isigny et Crème d'Isigny.
- Minoterie du Ham dont les moulins sont cités dès le Xe siècle. Aux XIXe et XXe siècles, elle fut gérée par la famille Groult, et de nos jours par Xavier Roupsard.

## Culture locale et patrimoine

### Lieux et monuments

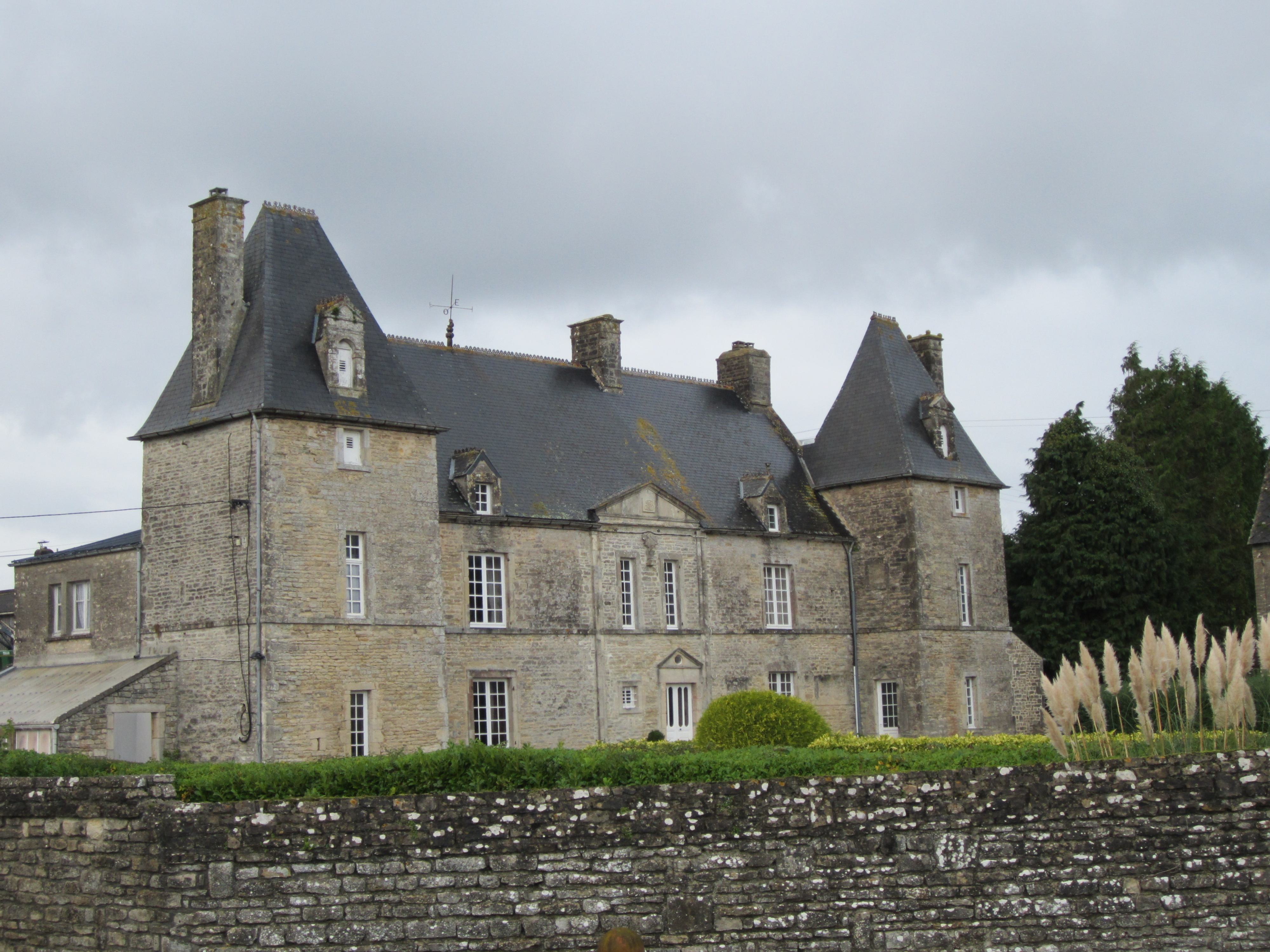
Le manoir de Mesnildot.

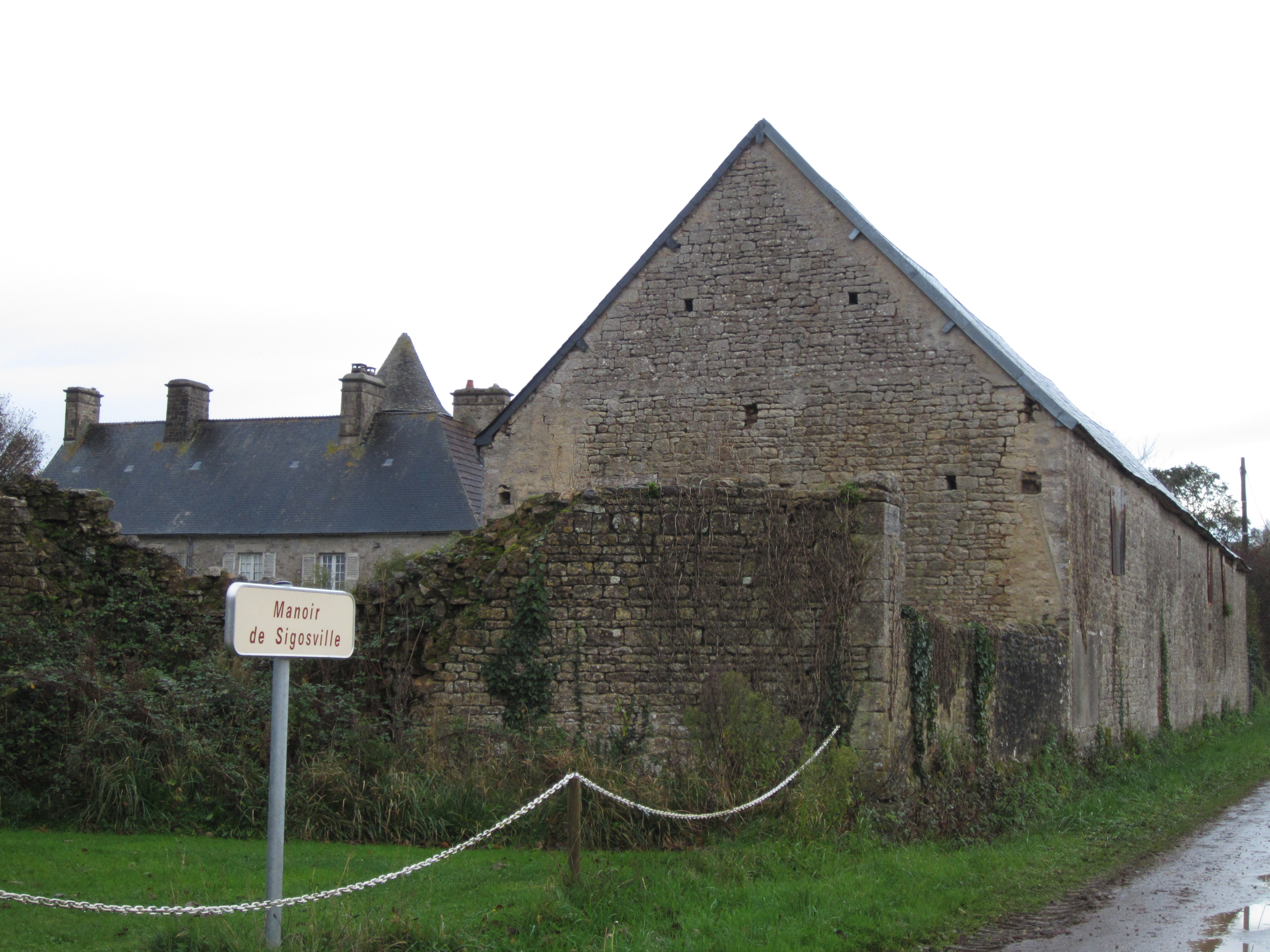
Le manoir de Sigosville.

- Église Saint-Pierre des XIIe – XVIIe siècles (ancienne prieurale), au Val, avec nef, façade, portail roman du XIIe inscrit aux monuments historiques[37], chœur du XIIIe, et intérieur gothique. Elle abrite quatre statues classées au titre objet (Vierge à l'Enfant, saint Pierre et saint Fromond du XIVe siècle et sainte Barbe du XVIe siècle[38], des fonts baptismaux du XVIIe, un lutrin du XVIIIe, une verrière du XXe.

L'édifice fut bâtie vers 1080 par Herfast de Crépon, frère de Gunnor de Normandie, après que la première église du VIIe siècle eut été détruite par le chef Viking Hasting.
- Calvaire du cimetière du XVIe siècle. Afin de les protéger, les personnages du calvaire ont été replacés dans l'église.
- If funéraire du cimetière.
- Ferme-manoir de Sigosville du XVIe siècle[40]. Le manoir se présentait à l'origine comme une cour carrée fermée. En haut de la tour d'escalier se trouvait un colombier. À voir également une arquebusière double avec trou de visée.
- Manoir de la Cour-des-Mares du XVIe siècle.
- Manoir du Mesnildot du début du XVIIe siècle[41] : le corps principal est flanqué de deux pavillons latéraux qui s'éclairent par des demi-fenêtres. Un fort chaînage horizontal ceinture complètement l'édifice, séparant ainsi le rez-de-chaussée du premier étage. Les baies sont toutes à linteaux droits.

Il fut notamment la possession de Raphaël Buhot (Saint-Marcouf, 1836 - 1920), maire du Ham et éleveur de chevaux réputé.
- Manoir de la Landrurie.
- Ancienne abbaye de moniales bénédictine du Ham relevant de Saint-Wandrille fondée par l'évêque Fromond le 15 août 678[42]. En 681, Thierry III, roi des Francs, donna le fisc du Ham à saint Fromond, évêque de Coutances, pour la fondation de son monastère et d'une paroisse. Ce legs est rapporté sur l'autel mérovingien (autel du Ham)[43]. Ruinée par le chef normand Hasting, en 906 le monastère est déserté[44]. Au XIIe siècle Guillaume du Hommet, bouteiller du duc de Normandie et seigneur du Ham, en fait un prieuré bénédictin dédié à saint Pierre et le donne à Saint-Père de Chartres[45]. Accolé sur la gauche de l'actuelle église Saint-Pierre ne reste qu'une pièce de cette époque datant du XIIe siècle et construite sur une ancienne voie romaine[réf. non conforme][46] avec un terrain dans la continuité du cimetière appelé l'aumône[réf. non conforme][47].
- Autel du Ham. L'autel, en pierre calcaire gravé d'une inscription, provenant de l'ancienne abbaye d'époque mérovingienne et qui en est l'unique vestige, est exposé à la médiathèque de Valognes.
- Chapelle Saint-Christophe (détruite).
- Voies romaines (encore visibles aujourd'hui).
- Ancienne gare de Montebourg (située sur la commune du Ham). Aujourd'hui détruite, la gare fut l'un des départs vers les camps de concentrations durant la Seconde Guerre mondiale[réf. nécessaire].
- Anciens fours à chaux créés en 1910 et exploités jusqu'en 1984.

### Personnalités liées à la commune
- Saint Fromond, évêque de Coutances de 674 à 691, y fonda un monastère de bénédictines et une église consacrée en 679[48].